# Všem klukům, které jsem milovala
Všem klukům, které jsem milovala (v anglickém originále To All the Boys I've Loved Before) je americký romantický film z roku 2018. Režie se ujala Susan Johnson a scénáře Sofia Alvarez. Film je inspirován stejnojmenným románem od Jenny Han z roku 2014. Hlavní role hrají Lana Condor, Janel Parrish, Anna Cathcart, Noah Centineo, Israel Broussard a John Corbett. Film měl premiéru na Netflixu dne 17. srpna 2018.

## Obsazení
- Lana Condor jako Lara Jean Covey
  - Isabelle Beech jako malá Lara Jean
- Noah Centineo jako Peter Kavinsky
  - Hunter Dillon jako malý Peter
- Israel Broussard jako Josh Sanderson
  - Christian Michael Cooper jako malý Josh
- Janel Parrish jako Margot Covey
- Anna Cathcart jako Kitty Covey
- John Corbett jako Dr. Dan Covey
- Madeleine Arthur jako Chris
- Trezzo Mahoro jako  Lucas James
- King Bach jako  Greg Rivera
- Emilija Baranac jako Genevieve
  - Rhys Fleming jako malá Genevieve
- Kelcey Mawema jako Emily Nussbaum
- Joey Pacheco jako Owen Kavinsky
- Jordan Burtchett jako John Ambrose McClaren
  - Pavel Piddocke jako malý John Ambrose
- Edward Kewin jako Kenny

## Vydání
V březnu 2018 Netflix získal distribuční práva a film vydal dne 17. srpna 2018.

## Recenze
Na recenzní stránce Rotten Tomatoes získal z 37 započtených recenzí 95 procent s průměrným ratingem 7,2 bodu z deseti. Na serveru Metacritic snímek získal z 10 recenzí 62 bodů ze sta. V Česko-Slovenské filmové databázi si film k datu 25. srpna 2018 držel hodnocení ve výši 74 procent.